# أرشان
أرشان (بالروسية: Аршан) هي مدينة في جمهورية بورياتيا في روسيا.

## المناخ
يظهر الجدول التالي التغييرات المناخية على مدار السنة لأرشان:
| البيانات المناخية لـأرشان         | البيانات المناخية لـأرشان | البيانات المناخية لـأرشان | البيانات المناخية لـأرشان | البيانات المناخية لـأرشان | البيانات المناخية لـأرشان | البيانات المناخية لـأرشان | البيانات المناخية لـأرشان | البيانات المناخية لـأرشان | البيانات المناخية لـأرشان | البيانات المناخية لـأرشان | البيانات المناخية لـأرشان | البيانات المناخية لـأرشان | البيانات المناخية لـأرشان |
| الشهر                             | يناير                     | فبراير                    | مارس                      | أبريل                     | مايو                      | يونيو                     | يوليو                     | أغسطس                     | سبتمبر                    | أكتوبر                    | نوفمبر                    | ديسمبر                    | المعدل السنوي             |
| --------------------------------- | ------------------------- | ------------------------- | ------------------------- | ------------------------- | ------------------------- | ------------------------- | ------------------------- | ------------------------- | ------------------------- | ------------------------- | ------------------------- | ------------------------- | ------------------------- |
| متوسط درجة الحرارة الكبرى °م (°ف) | −17 (1)                   | −15 (5)                   | −3 (27)                   | 8 (46)                    | 16 (61)                   | 23 (73)                   | 25 (77)                   | 22 (72)                   | 15 (59)                   | 6 (43)                    | −7 (19)                   | −14 (7)                   | 5 (41)                    |
| الهطول مم (إنش)                   | 15 (0.6)                  | 10 (0.4)                  | 10 (0.4)                  | 15 (0.6)                  | 20 (0.8)                  | 50 (2.0)                  | 90 (3.5)                  | 85 (3.3)                  | 40 (1.6)                  | 20 (0.8)                  | 25 (1.0)                  | 25 (1.0)                  | 405 (16)                  |
| المصدر: Pogoda.ru.net             |                           |                           |                           |                           |                           |                           |                           |                           |                           |                           |                           |                           |                           |